# Grateful
Grateful (album) er det tredje album fra den danske elektrorock band trio, Carpark North, med hits som "Shall We Be Grateful" og "Save Me From Myself". Det udkom i 2008.

## Numre
1. "More"
2. "Shall We Be Grateful"
3. "Save Me From Myself"
4. "Leave My Place"
5. "Lost (Peace)"
6. "Last Song"
7. "The Everlasting Tie"
8. "Within My Reach"
9. "Bring The Lights"
10. "Cancer"
11. "Shutdown"